# NGC 7593
NGC 7593 é uma galáxia espiral (Sbc) localizada na direcção da constelação de Pegasus. Possui uma declinação de +11° 20' 56" e uma ascensão recta de 23 horas, 17 minutos e 56,9 segundos.
A galáxia NGC 7593 foi descoberta em 5 de Outubro de 1864 por Albert Marth.